# Marina Oswald Porter
Marina Oswald Porter, née Marina Nikolaïevna Proussakova (en russe : Марина Николаевна Прусакова) le 17 juillet 1941 à Severodvinsk en URSS, est la veuve de Lee Harvey Oswald, assassin présumé de John Fitzgerald Kennedy, 35e président des États-Unis et de l'agent de police J. D. Tippit.

## Biographie

### Origines et formation
Marina Nikolaïevna Proussakova, née le 17 juillet 1941 est originaire de Severodvinsk, une ville de l'oblast d'Arkhangelsk au Nord-Ouest de l'Union soviétique. Elle a déménagé à Minsk, en Biélorussie et est étudiante en pharmacologie lorsqu’elle y rencontre Lee Harvey Oswald le 17 mars 1961.

### Vie avec Lee Harvey Oswald

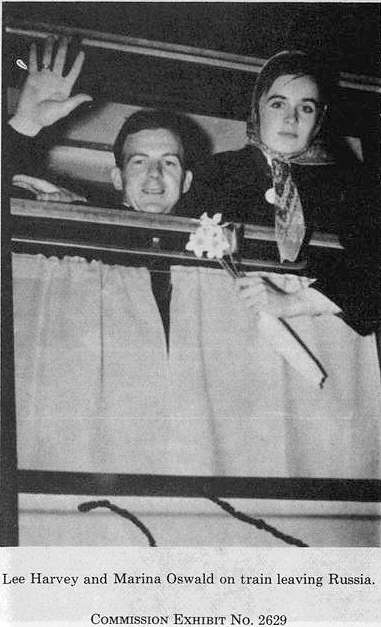
Lee Harvey Oswald et Marina lors de leur départ d'URSS.

Ils se marient le 30 avril 1961. Lorsque le premier enfant des Oswald, June, naît en février 1962, ils sont encore à Minsk. Ils reçoivent leur visa de sortie en mai 1962, et la famille Oswald quitte l'URSS et embarque pour les États-Unis le 1er juin 1962. Oswald emmène sa jeune femme et sa fille de quatre mois aux États-Unis,.

### Assassinats de Kennedy et d'Oswald
Le 22 novembre 1963, le président des États-Unis John F. Kennedy et l'agent de police J. D. Tippit sont abattus à Dallas. Lee est tout d'abord arrêté pour le meurtre de Tippit. Plus tard, il est également inculpé du meurtre du président. Oswald nie avoir assassiné qui que ce soit.
Le 24 novembre, Oswald est abattu par Jack Ruby dans les garages de la police de Dallas, en direct sous les yeux de millions de téléspectateurs alors que la police s'apprêtait à le transférer des cellules de la police vers la prison du comté. Oswald est enterré le 25 novembre 1963 au cimetière Rose Hill à Fort Worth, la famille ayant eu des difficultés à trouver un ministre du culte et un cimetière pour accueillir et célébrer la sépulture de l'assassin présumé du président Kennedy.

### Après les événements de Dallas
Après l'assassinat de JFK, Earl Warren annonce que Marina Oswald Porter est la première à être entendue comme témoin par la commission qui enquête sur l'assassinat de JFK. Certains verront dans cette décision une orientation de l'enquête vers le suspect Lee Harvey Oswald. Marina déclare à la Commission que son mari est bel et bien coupable du meurtre. Tout au long de ses comparutions, elle est placée sous la protection des services secrets. En 1977, lors d’une conférence, elle affirme même que son mari a agi seul.
En 1965, deux ans après l'assassinat de son premier mari, elle épouse Kenneth Jess Porter, un coureur de stock car. Les deux filles de Marina, June et Rachel, prennent finalement le nom de leur nouveau beau-père. Elle a encore un fils prénommé Mark avec son second mari dont elle divorce en 1974. Elle acquiert la nationalité américaine en 1989. Elle réside actuellement à Rockwall dans l'État du Texas, dans la discrétion et l'anonymat, loin des médias. Elle aurait même refusé une offre de trois millions de dollars d’une chaîne de télé pour raconter son histoire. Cependant, au fil du temps, l'opinion de Marina Oswald sur la culpabilité de son mari s'est modifiée. En 1993, au cours d'une interview donnée à Oprah Winfrey, elle a déclaré croire désormais qu'il était parfaitement innocent de l'assassinat.

## Dans la fiction
- 1978 : Ruby and Oswald, téléfilm américain de Mel Stuart, interprétée par Lanna Saunders
- 1991 : JFK, film américain d'Oliver Stone, interprétée par Beata Pozniak
- 1992 : Code Quantum (Quantum Leap) - saison 5, épisodes 1 et 2, interprétée par Natasha Pavlovich
- 1993 : Fatal Deception: Mrs. Lee Harvey Oswald, téléfilm américain de Robert Dornhelm, interprétée par Helena Bonham Carter
- 2003 : The Commission, film américain de Mark Sobel, interprétée par Melanie Skehar
- 2008 : The Assassin's Wife, film américain de Dan Solomon, interprétée par Judit Fekete
- 2011 : 22/11/63 (11/22/63), roman américain de Stephen King
- 2013 : Parkland, film américain de Peter Landesman, interprétée par Sarah Joy Byington
- 2013 : Killing Kennedy, téléfilm américain basé sur le livre éponyme (en) de 2012 écrit par Bill O'Reilly et Martin Dugard (en), interprétée par Michelle Trachtenberg
- 2016 : 11.22.63; mini-série télévisée américaine adaptée du roman de Stephen King, interprétée par Lucy Fry